# Jean-Baptiste-Joseph Duchesne
Jean-Baptiste-Joseph Duchesne (Gisors, 1770 - París, 1856) pintor y miniaturista francés.

Se dio a conocer en la exposición de 1804 y llegó a ser pintor de la corte durante la Restauración.

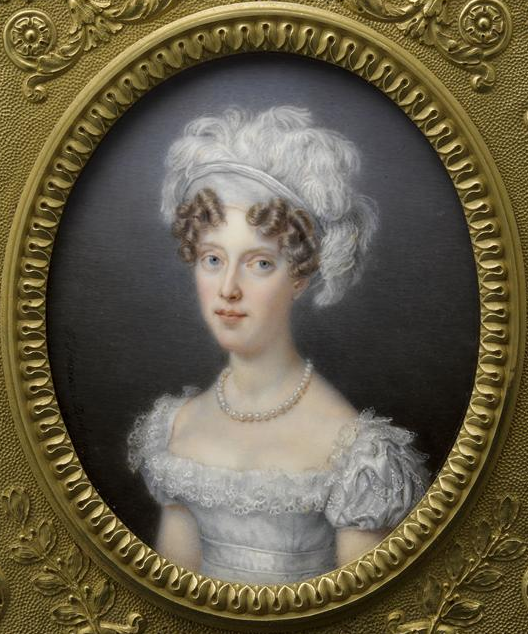
Caroline de Bourbon, duquesa de Berry por Jean-Baptiste-Joseph Duchesne.

Continuó con la serie de esmaltados iniciada por Petitot. Retrató a las duquesas de Angoulême y de Berry, a Luis Felipe de Orleans o a la reina Amelia. Sus miniaturas se caracterizan por su realismo.
- Datos: Q3163787
- Multimedia: Jean-Baptiste-Joseph Duchesne / Q3163787